# Haakon V de Noruega
Haakon V de Noruega "cames llargues" (Tønsberg, 10 d'abril de 1270 - 8 de maig de 1319) va ser el rei de Noruega del 1299 fins al 1319.

## Regnat
Segon fill de Magne VII, va ser nomenat duc pel seu pare el 1280. El seu germà Eric II de Noruega va morir sense descendència masculina, sent ell l'únic hereu. Va tenir una única filla.
Després de la revolta del duc i el seu germà Valdemar Magnusson en contra del seu germà rei de Suècia, que tentativament li dona suport i confia en la seva filla entre 1308 i 1312, el seu hereu Magnus Birgersson.
Finalment, després d'un altre canvi d'aliança d'Haakon V de Noruega a la guerra civil sueca 29 de setembre de 1312, la seva filla dona Ingeborg Erik Magnusson. El mateix dia, la seva neboda Ingeborg Eriksdatter, l'única filla d'Eric II de Noruega i el segon en l'ordre de successió al tron de Noruega, esposa Valdemar Magnusson Duc de Finlàndia, i germà d'Erik Magnusson.
Håkon V de Noruega va morir el 8 de maig de 1319 a Tønsberg. El seu successor va ser el seu net, que es va coronar rei de Noruega sota el nom de "Magnus VII" el 28 de juny de 1319.

## Unió i posteritat
Håkon V de Noruega es va casar el 1299 amb Eufèmia de Rügen, filla del príncep Wisław II de Rügen, mort l'1 de maig de 1312. Només tingueren una filla, Ingeborg Hakonsdatter.